# Luciano Armani
Luciano Armani, (Felegara di Medesano, 12 de octubre de 1940 - Fidenza, 4 de febrero de 2023) fue un ciclista italiano que fue profesional desde 1965 a 1972.

## Palmarés
| 1965 - Coppa Sabatini - 1 etapa del Giro de Italia 1966 - 1 etapa de la París-Niza 1967 - Giro de Cerdeña - Coppa Placci - Gran Premio de Mónaco 1969 - 1 etapa de la Vuelta a Suiza | 1970 - Génova-Niza - 1 etapa del Giro de Italia - Milán-Turín 1971 - 1 etapa del Tour de Francia |

## Resultados en las grandes vueltas
| Carrera         | 1965 | 1966 | 1967 | 1968 | 1969 | 1970 | 1971 | 1972 |
| --------------- | ---- | ---- | ---- | ---- | ---- | ---- | ---- | ---- |
| Giro de Italia  | 35.º | 39.º | 38.º | 22.º | 35.º | 33.º | -    | Ab.  |
| Tour de Francia | -    | -    | -    | -    | -    | Ab.  | 66.º | -    |
| Vuelta a España | -    | -    | -    | -    | -    | -    | -    | -    |
| Mundial en Ruta | -    | -    | -    | -    | -    | -    | -    | -    |

-: no participa

Ab.: abandono